# Bettina Sellmann
Bettina Sellmann (* 1971 in München) ist eine deutsche Künstlerin und Malerin.

## Leben und Werdegang
Von 1992 bis 1997 studierte Sellmann an der Städelschule, staatlichen Hochschule für bildende Künste in Frankfurt am Main bei Jörg Immendorff und Christa Näher und schloss ihr Studium dort als Meisterschülerin von Thomas Bayrle ab. 1995 verbrachte sie ein Studiensemester an der École Nationale Superieure des Beaux Arts in Paris. 1999 erhielt sie ein DAAD-Jahresstipendium für New York City, wo sie bis Ende 2009 lebte. Sie schloss ein Graduiertenstudium am Hunter College New York City mit dem Master of Fine Arts ab. Seit 2010 lebt und arbeitet sie in Berlin.
In ihren Bildern benutzt Sellmann eine Aquarell-auf-Leinwand-Technik (watercolor-on-canvas technique) in „bonbonbunten Acryltönen“ und „vielen Schichten durchscheinender Pigmente in zartem Rosa, pudrigem Blau und kreischendem Gelb und Grün“. Ihre Arbeiten werden beschrieben als „durchsichtige Versionen alter Meister … die transparent und ätherisch geworden sind (see-through versions of Old Master paintings … gone translucent and ethereal)“, als „besondere Traum-Erzeuger (particular reverie-inducers)“, „welche die Kehrseite des Pink (the other side of pink)“ erforschen. Neuere Bilder behandeln Kidult und Märchen-„Romantizismus“ (Cassandra Neyenesch) sowie Kawaii-Bildmaterial in einer Malerei, die „glamourös und magisch ist und einer vordergründig unbeschwert mädchenhaften Palette eine unheimliche Facette“ hinzufügt. In einem solchen „Spannungsfeld entwickelt die Künstlerin die elegante Auflösung ihrer eigenen Gegenständlichkeit.“
Im Wonderloch Kellerland Berlin vollzog sie 2011 ein space clearing – ein leerer Raum als rein transzendente Ausstellung.
Sie ist Mitglied des MalerinnenNetzWerk Berlin-Leipzig.
Ihre Arbeiten befinden sich in privaten und öffentlichen Sammlungen, u. a. dem Museum of Modern Art, New York, welches ihre großformatige Zeichnung The Saints in This World Are Watching (2003) beherbergt.

## Einzelausstellungen
- 2021 Easymagic123 (mit Julia Jansen, Lyriklesung von Julia Mantel), Kunstverein Offenbach, Deutschland
- 2020 Easymagic123 (mit Julia Jansen), Baustelle Schaustelle, Essen und Düsseldorf, Deutschland
- 2019 Glam magic manufactoray (mit René Luckhardt), Oberfinanzdirektion, Frankfurt am Main, Deutschland
- 2018 Diaikone, (Two-Person-Show mit René Luckhardt), Weißfrauen Diakoniekirche, Frankfurt am Main, Deutschland
- 2017 Punktlandung, (Two-Person-Show mit Damien Hirst), Galerie 21.06, Ravensburg, Deutschland
- 2017 Hello Color, Gilla Lörcher I Contemporary Art, Berlin, Deutschland
- 2016 It´s already there, Gilla Lörcher I Contemporary Art, Berlin, Deutschland
- 2015 US Paintings, Gilla Lörcher I Contemporary Art, Berlin, Deutschland
- 2015 Spiral, Square and Dickie-Bow, Wolfstädter Galerie, Frankfurt, Deutschland
- 2013 To Queen Luise & Young-Wilhelm, Wonderloch Kellerland, Berlin, Deutschland
- 2013 Magic Every Day, Gilla Lörcher I Contemporary Art, Berlin, Deutschland
- 2011 Bettina Sellmann @ Kaisersaal, ISI/Potsdamer Platz, Berlin, Deutschland
- 2011 Templeloch Space Clearing, Wonderloch Kellerland, Berlin, Deutschland
- 2009 Taina, cosmogeny, make your own paper dragon, Derek Eller Gallery, New York, USA
- 2007 Galerie Frank Schlag, Essen, Deutschland* 2006 Derek Eller Gallery, New York, NY, USA
- 2004 Armor & Etiquette, Derek Eller Gallery, New York, USA
- 2004 Drawings, Derek Eller Gallery, New York, USA

## Gruppenausstellungen
- 2023 PORTRAIT I, Galerie Tammen, Berlin, Deutschland
- 2023 FOYOU 7, Marienburg, Berlin, Deutschland
- 2023 MISSTORY, Kunstverein Familie Montez, Frankfurt am Main, Deutschland
- 2023 Alptraum at Polarraum, Hamburg, Deutschland
- 2022 Hypnopomp, Hilbertraum, Berlin, Deutschland
- 2022 außer sich, inner ich, Inselgalerie Berlin, Deutschland
- 2022 WAN(N) DA, Galerie Greulich, Frankfurt am Main, Deutschland
- 2022 Essence of Color – Blue, Städtische Galerie im Leeren Beutel, Regensburg, Deutschland
- 2022 Kick Line, Thaler Originalgrafik, Leipzig, Deutschland
- 2022 North Oversee, Kunsthalle Wilhelmshaven, Deutschland
- 2021 100 unter 1000, Schindler LAB, Potsdam, Deutschland
- 2021 Popup Pickup, Works by 180 international artists on magnets, Lübeck, Deutschland
- 2021 Stubenausstellung, Kunstraum Dietz, Cologne, Germany
- 2020 Sweet Nothing Sweet, Kunstverein KISS, Abtsgmünd-Untergröningen, Deutschland
- 2020 (No)body is perfect, Galerie 21.06, Ravensburg, Deutschland
- 2020 Alptraum, TAM Torrance Art Museum, Kalifornien, USA
- 2019 Voix, Museum der bildenden Künste Leipzig (MdbK), Leipzig, Deutschland
- 2019 Paint: The Seen, the Unseen and the Imagined, Messums Wiltshire, Tisbury, England
- 2019 Alptraum, La Estacion Gallery, Chihuahua, Mexiko
- 2018 Die Jahrhundert-Bar, Projektraum Ventilator, Berlin, Deutschland
- 2018 Das Schöne Zimmer, Alexander Ochs Private, Berlin, Deutschland
- 2018 Zündung, Turps Gallery, London, Großbritannien
- 2018 Painting XXL, Ausstellungshalle 1A, Frankfurt/Main, Deutschland
- 2018 8 Frauen, Galerie 21.06, Ravensburg, Deutschland
- 2018 AIM I Project, Parallel Art Fair Vienna, Österreich
- 2017 Farbauftrag, Haus am Lützowplatz, Berlin, Deutschland
- 2017 Painting XX, Kunsthalle der Sparkassenstiftung, Lüneburg, Deutschland
- 2016 Animalism, Galerie Bernd Kugler, Innsbruck, Österreich
- 2016 Blanke Teile, MalerinnenNetzWerk Berlin-Leipzig, Schaufenster, Berlin, Deutschland
- 2015 1. Berlin Edition, Salon Dahlmann, Berlin, Deutschland
- 2014 Alptraum, Salon de Lirio, Goa, Indien
- 2014 Die Leipziger Edition, Wiensowski & Harbord, Berlin, Deutschland
- 2014 Painting Was A Lady, Wonderloch Kellerland, New York, NY, USA
- 2013 Berlin–Klondyke, Spinnerei Leipzig, Deutschland
- 2012 Everywhere and Nowhere, Works from the Collection Reydan Weiss – Kunsthaus Villa Jauss, Oberstdorf, Deutschland
- 2012 Alptraum, Green Papaya Art Project, Metropolitan Museum of Manila, Manila
- 2012 Painting Was A Lady, Vienna Art Foundation, Kunstraum am Schauplatz, Wien, Österreich
- 2011 Soiree Matinee, Wonderloch Kellerland, Los Angeles, CA, USA
- 2010 Talk Show, Edward Thorp Gallery, New York, NY, USA
- 2009 Drawn, Kinkead Contemporary, Los Angeles, CA, USA
- 2009 Figuratively Seeing, Massachusetts College of Art and Design, Boston, MA, USA
- 2009 Tales of Wonder and Woe, Castle Gallery, New Rochelle, NY, USA
- 2008 The Golden Record, The Collective Gallery, Edinburgh, UK
- 2006 Flicker, University Art Museum at University at Albany, Albany, NY, USA
- 2005 Hello Sunday, Sixtyseven/Thierry Goldberg Gallery, New York, NY, USA
- 2004 Under the Sun, Greener Pastures Gallery, Toronto, Kanada
- 2003 Girls Gone Wild, Bronwyn Keenan Gallery, New York, NY, USA
- 2002 Fredericks Freiser Gallery, New York, NY, USA
- 2001 Groupshow, American Fine Arts, New York, NY, USA

## Auszeichnungen
- DAAD – Jahresstipendium
- Skowhegan – Summer Residency Program

## Katalog-Publikationen (Auswahl)
- Bettina Sellmann, Hello Color, mit einem Text von Helioglobal, Berlin 2017
- The Judith Rothschild Foundation Contemporary Drawings Collection, Christian Rattemeyer (Hg.), Museum of Modern Art, New York, USA, 2009
- New American Paintings, #74, Volume 13, Issue 1, The Open Studio Press, USA, February/March 2008, S. 128–131
- Remastered, Sebastien Agneessens (Hg.), Die Gestalten Verlag, Berlin 2006, S. 62–63 und 141–142
- November (January-March 2004), The Literary Review. Cover by Bettina Sellmann, Madison, NJ, USA
- Bettina Sellmann, hg. von der Galerie Beate Kollmeier, mit einem Text von Zoran Terzic, Essen 2003